# Leandra reitzii
Leandra reitzii är en tvåhjärtbladig växtart som beskrevs av John Julius Wurdack. Leandra reitzii ingår i släktet Leandra och familjen Melastomataceae. Inga underarter finns listade i Catalogue of Life.